# Asunción Ixtaltepec
Asunción Ixtaltepec (del Náhuatl: Ixtal, tepetl ‘Blanco, cerro’‘En el cerro blanco’), en zapoteco: Yaati, es una población del estado mexicano de Oaxaca localizada en el Istmo de Tehuantepec.

## Historia
Los orígenes de lo que hoy es la población de Asunción Ixtaltepec se remontan al año de 1546 de acuerdo con los descubrimientos hechos en el documento denominado Lienzo de Ixtaltepec, en el cual se señala el acta fundacional del pueblo y sus correspondientes tierras, linderos y edificaciones religiosas. Según estos documentos los habitantes originarios de Ixtaltepec provenían de otra localidad, denominada “Lahui- yu-gucha”, localizada en la zona baja de la rivera del río de los Perros, esta población era famosa por su prosperidad y la fertilidad de sus tierras, sin embargo, su cercanía al río de los Perros la convertía en susceptible a las inundaciones, ante la continuidad de estas los habitantes resolvieron mover su localización, pidiéndole consejo a un sacerdote sobre hacia donde trasladarse, preguntándole en zapoteco: ¿Shi neza ina ziunu? (¿Hacia donde nos dirigiremos?) a los cual éste respondió: "Neza'Guiá" (rumbo al cerro),(guiá, cerro --Neza', rumbo/hacia) por lo cual los pobladores siguieron esa dirección y al lograr encontrar el barro adecuado para su alfarería, que era su principal modo de subsistencia, decidieron establecerse en dicho lugar, fundando el pueblo que hoy es Ixtaltepec.
Tras la Independencia de México y la constitución del estado de Oaxaca, Asunción Ixtaltepec se convirtió en cabecera municipal del municipio del mismo nombre.

## Clima
| Parámetros climáticos promedio de Asunción Ixtaltepec | Parámetros climáticos promedio de Asunción Ixtaltepec | Parámetros climáticos promedio de Asunción Ixtaltepec | Parámetros climáticos promedio de Asunción Ixtaltepec | Parámetros climáticos promedio de Asunción Ixtaltepec | Parámetros climáticos promedio de Asunción Ixtaltepec | Parámetros climáticos promedio de Asunción Ixtaltepec | Parámetros climáticos promedio de Asunción Ixtaltepec | Parámetros climáticos promedio de Asunción Ixtaltepec | Parámetros climáticos promedio de Asunción Ixtaltepec | Parámetros climáticos promedio de Asunción Ixtaltepec | Parámetros climáticos promedio de Asunción Ixtaltepec | Parámetros climáticos promedio de Asunción Ixtaltepec | Parámetros climáticos promedio de Asunción Ixtaltepec |
| Mes                                                   | Ene.                                                  | Feb.                                                  | Mar.                                                  | Abr.                                                  | May.                                                  | Jun.                                                  | Jul.                                                  | Ago.                                                  | Sep.                                                  | Oct.                                                  | Nov.                                                  | Dic.                                                  | Anual                                                 |
| ----------------------------------------------------- | ----------------------------------------------------- | ----------------------------------------------------- | ----------------------------------------------------- | ----------------------------------------------------- | ----------------------------------------------------- | ----------------------------------------------------- | ----------------------------------------------------- | ----------------------------------------------------- | ----------------------------------------------------- | ----------------------------------------------------- | ----------------------------------------------------- | ----------------------------------------------------- | ----------------------------------------------------- |
| Temp. máx. abs. (°C)                                  | 40                                                    | 39                                                    | 42                                                    | 42                                                    | 42                                                    | 43                                                    | 43                                                    | 41                                                    | 40                                                    | 39                                                    | 39                                                    | 41                                                    | 43                                                    |
| Temp. máx. media (°C)                                 | 31.1                                                  | 31.6                                                  | 34.1                                                  | 34.8                                                  | 35.6                                                  | 34.4                                                  | 34.4                                                  | 34.1                                                  | 33.1                                                  | 32.4                                                  | 31.7                                                  | 31.3                                                  | 33.2                                                  |
| Temp. media (°C)                                      | 25.7                                                  | 25.6                                                  | 27.8                                                  | 28.9                                                  | 30                                                    | 29                                                    | 29                                                    | 29                                                    | 28.3                                                  | 28                                                    | 27.2                                                  | 26.2                                                  | 27.9                                                  |
| Temp. mín. media (°C)                                 | 20.2                                                  | 19.6                                                  | 21.5                                                  | 23                                                    | 24.4                                                  | 23.6                                                  | 23.6                                                  | 23.9                                                  | 23.4                                                  | 23.6                                                  | 22.6                                                  | 21                                                    | 22.5                                                  |
| Temp. mín. abs. (°C)                                  | 12                                                    | 11                                                    | 12                                                    | 13                                                    | 17                                                    | 13                                                    | 14                                                    | 15                                                    | 17.5                                                  | 16                                                    | 11                                                    | 11                                                    | 11                                                    |
| Precipitación total (mm)                              | 3.8                                                   | 0.8                                                   | 1.1                                                   | 4.2                                                   | 62                                                    | 184                                                   | 121.3                                                 | 203                                                   | 260.4                                                 | 55.6                                                  | 8.2                                                   | 2.5                                                   | 906.9                                                 |
| Días de precipitaciones (≥ )                          | 0.7                                                   | 0.2                                                   | 0.3                                                   | 0.8                                                   | 4.8                                                   | 10.5                                                  | 6.6                                                   | 8.6                                                   | 9.9                                                   | 3.9                                                   | 0.6                                                   | 0.4                                                   | 47.3                                                  |
| [cita requerida]                                      |                                                       |                                                       |                                                       |                                                       |                                                       |                                                       |                                                       |                                                       |                                                       |                                                       |                                                       |                                                       |                                                       |

## Localización y demografía
Asunción Ixtaltepec se encuentra localiza en la zona del Istmo de Tehuantepec, en las coordenadas geográficas 16°30′13.2″N 95°03′26.7″O / 16.503667, -95.057417 y a una altitud de 30 metros sobre el nivel del mar, se localiza a 10 kilómetros al noroeste de Juchitán de Zaragoza, a seis kilómetros al sureste de Ciudad Ixtepec y a cincuenta kilómetros al noreste de Santo Domingo Tehuantepec, su principal vía de comunicación es la Carretera 49 de Oaxaca, que lo une con Juchitán y con Ciudad Ixtepec, además cuenta con una vía de ferrocarril que lo comunica con los mismos lugares.
La población total de Asunción Ixtaltepec de acuerdo con los resultados del Conteo de Población y Vivienda de 2005 realizado por el Instituto Nacional de Estadística y Geografía, es de 7,324 habitantes, de los cuales 3,593 son hombres y 3,731 son mujeres.
| Población de Asunción Ixtaltepec |       |
| 1900                             | 3,815 |
| 1910                             | 4,899 |
| 1921                             | 4,282 |
| 1930                             | 4,020 |
| 1940                             | 3,616 |
| 1950                             | 4,654 |
| 1960                             | 5,176 |
| 1970                             | 5,413 |
| 1980                             | 5,602 |
| 1990                             | 7,240 |
| 1995                             | 7,501 |
| 2000                             | 7,167 |
| 2005                             | 7,324 |
| 2010                             | 7,203 |

## Presidentes municipales
| Nombre                    | Período     | Partido |
| ------------------------- | ----------- | ------- |
| Adelina Rosado Rasgado    | 1999 - 2001 |         |
| Jaime García Toledo       | 2002 - 2004 |         |
| Israel Mendoza Enríquez   | 2005 - 2007 |         |
| Carol Antonio Altamirano  | 2008 - 2010 |         |
| Antonio Jiménez Gutiérrez | 2011 - 2013 |         |
| Ruben Antonio Altamirano  | 2014 - 2016 |         |
| Óscar Toral Ríos          | 2017 - 2018 |         |
| Óscar Toral Ríos          | 2019 - 2021 |         |
| Yuridia Toledo Piñon      | 2022 - 2024 |         |
| Oswaldo Chiñas Cruz       | 2025 - 2027 |         |

## Cultura

### Gastronomía
Asunción Ixtaltepec es un pueblo con gran diversidad gastronómica; ya que sus comidas se caracterizan por tener una amplia combinación de ingredientes y condimentos.
Ejemplo de ello es el estofado, el cual tradicionalmente es elaborado como platillo principal en bodas; su preparación toma una noche completa. Es elaborado con carne de res, a la que se le agrega piña, tomate,  chile guajillo, plátano macho, manzana, cebolla, chile ancho, entre otros ingredientes.
El tamal es otra comida típica, el cual tiene la facilidad de hacerse de diversos ingredientes, entre ellos el de pollo con mole, de chipil, de elote, de pollo en salsa verde, de cambrai, de dulce de panela, de rajas, entre otros, mientras se envuelve e ya sea en hoja de plátano o de maíz.
La bebida típica es el pozol, que es elaborada a base de maíz cocido amasado, el cual se disuelve en agua, se le agrega azúcar o panela (piloncillo) en algunos casos. Se sirve con hielo.

## Transporte
El Aeropuerto de Ixtepec se encuentra en el municipio.